# Максвел
Ма́ксвел (позначення: Мкс; міжнародне: Mx) — одиниця вимірювання магнітного потоку в системі СГСМ.
1 максвел — це магнітний потік, створений магнітним полем із магнітною індукцією 1 Гаус через сантиметр квадратний площі, перпендикулярної до напрямку поля.
Зв'язок з одиницею системи SI: 1 максвел = 10-8 вебера.
Одиниця названа на честь визначного фізика Джеймса Клерка Максвелла.